# Ed Byrne
Pour les articles homonymes, voir Ed Byrne (rugby à XV) et Byrne.
Ed Byrne est un acteur et scénariste irlandais né le 10 avril 1972 à Swords (Irlande).

## Filmographie

### comme acteur
- 2000 : L'Étrange Histoire d'Hubert (Rat) : Rudolph
- 2000 : Aladdin (TV) : Aladdin
- 2001 : La Vie selon Sam (en) ("Sam's Game") (série télévisée) : Alex
- 2001 : The Cassidys (en) (série télévisée) : Barry Cassidy
- 2005 : Zemanovaload : John Davies
- 2020 : Creation Stories de Nick Moran

### comme scénariste
- 2001 : La Vie selon Sam (en) ("Sam's Game") (série télévisée)
- 2002 : Just for Laughs (série télévisée) : Host
- 2004 : Uncut! Best Unseen Ads (série télévisée)